# Bullidae
Bullidae zijn een familie van in zee levende slakken (Gastropoda).

## Taxonomie
De familie bestaat uit twee geslachten:
- Bulla Linnaeus, 1758
- Hamineobulla Habe, 1950